# Saint-Vaize
Saint-Vaize é uma comuna francesa na região administrativa da Nova Aquitânia, no departamento de Charente-Maritime. Estende-se por uma área de 4,61 km². Em 2010 a comuna tinha 670 habitantes (densidade: 145,3 hab./km²).